# (38063) 1999 FH
1999 أف إتش (ويعرف أيضًا باسم (38063) 1999 أف إتش وفق تسمية الكوكب الصغير) (بالإنجليزية: 1999 FH)‏ هو كويكب ضمن حزام الكويكبات؛ وترتيبه 38063 من حيث الاكتشاف.
اكتُشف هذا الجُرم الفلكي بواسطة كورادو كورليفيتش في 16 مارس 1999.

## وصلات خارجية
- (38063) 1999 FH في قاعدة بيانات مختبر الدفع النفاث لأجرام النظام الشمسي الصغيرة

- الاكتشاف · مخطط المدار ·  العناصر المدارية · المعلمات المادية

- (38063) 1999 FH على موقع ويكي سكاي: DSS2, SDSS, GALEX, IRAS, Hydrogen α, X-Ray, Astrophoto, Sky Map, Articles and images